# Église Saint-Rémi de Pithon
L'église Saint-Rémi de Pithon est une église située à Pithon, en France.

## Localisation
L'église est située sur la commune de Pithon, dans le département de l'Aisne.

## Galerie

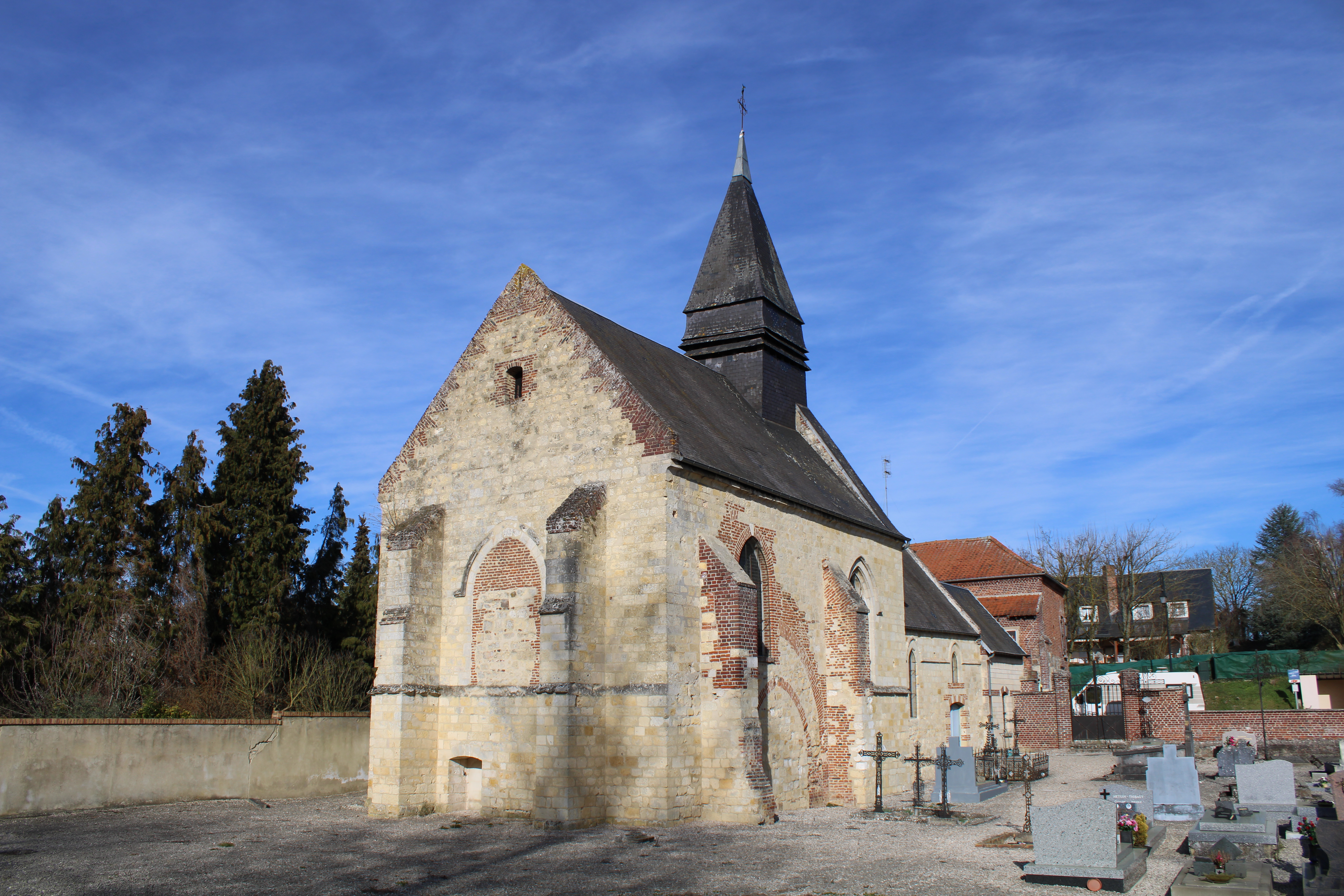
Arrière de l'église avec traces d'une ancienne baie gothique murée.
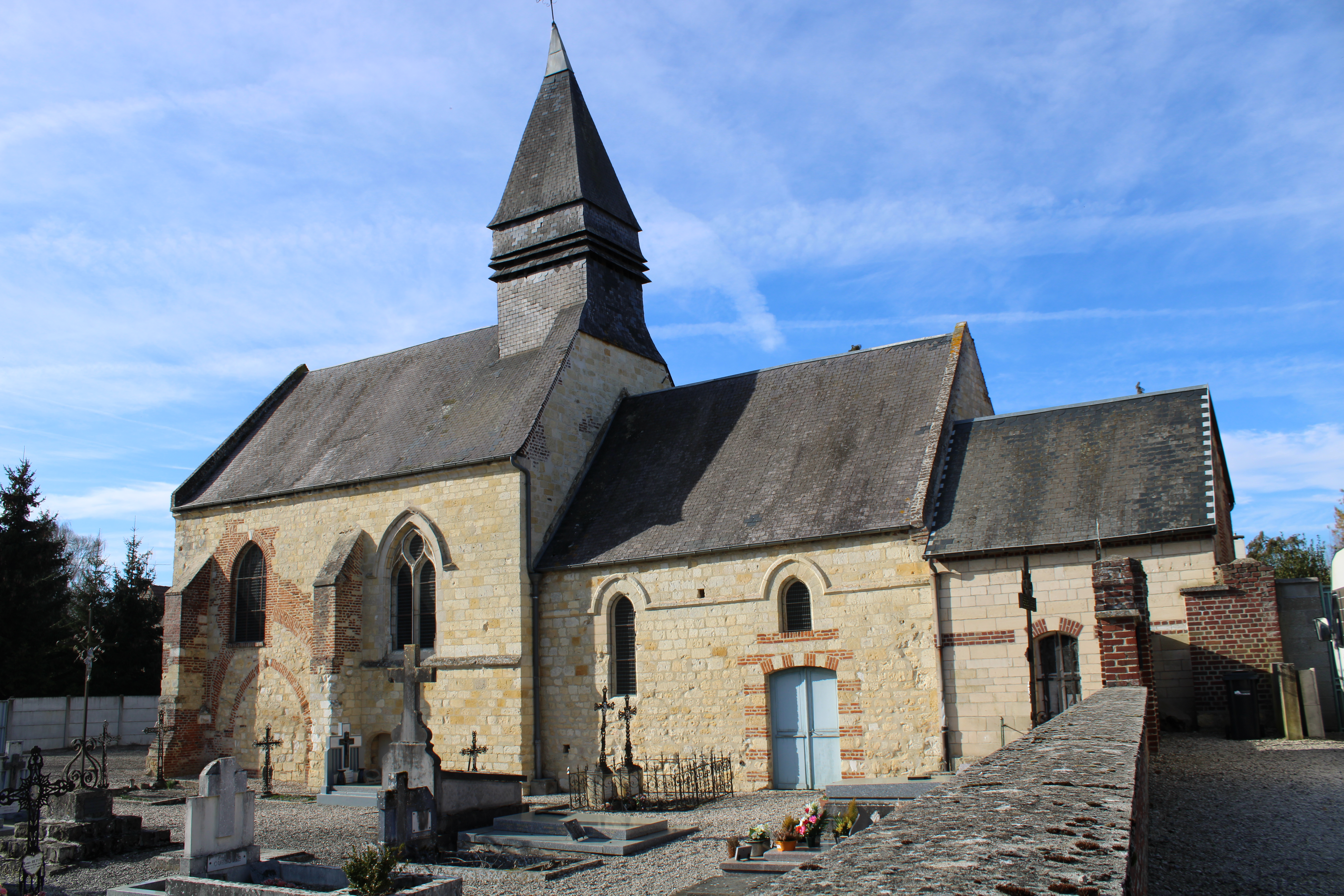
Vue latérale de l'église avec ses trois toits  de hauteurs différentes.
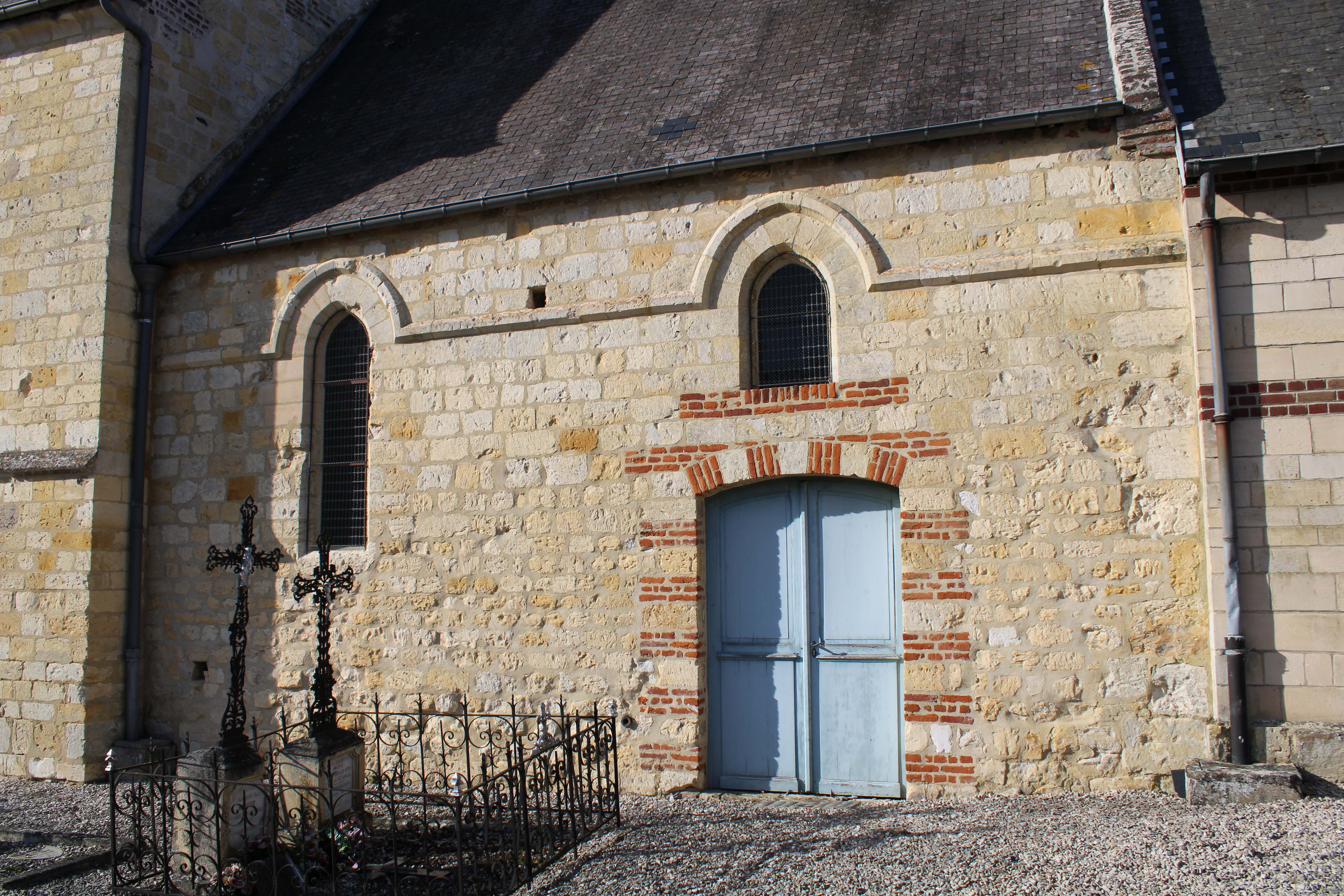
Unique entrée latérale de l'église.
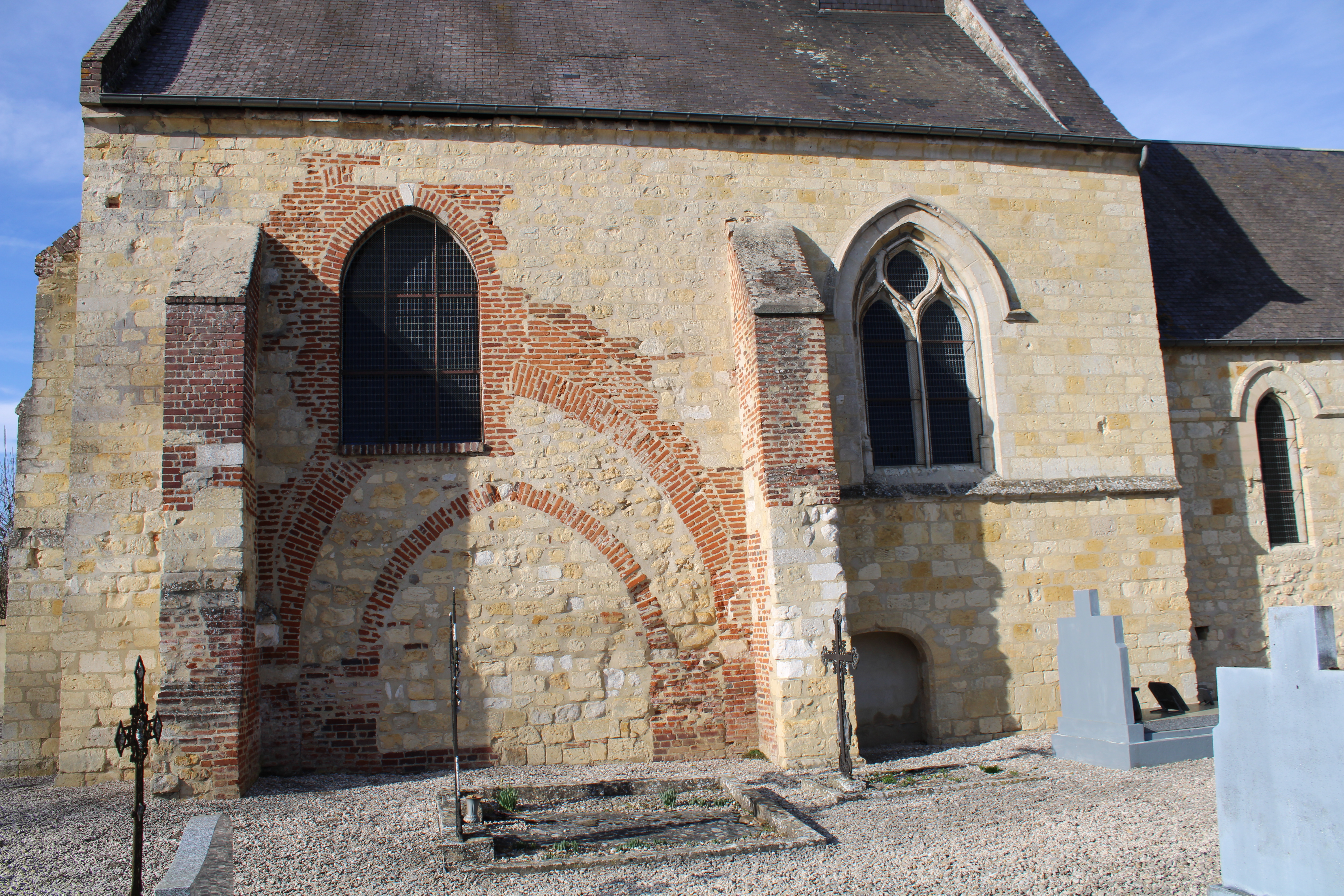
Traces d'importants remaniements du mur latéral.
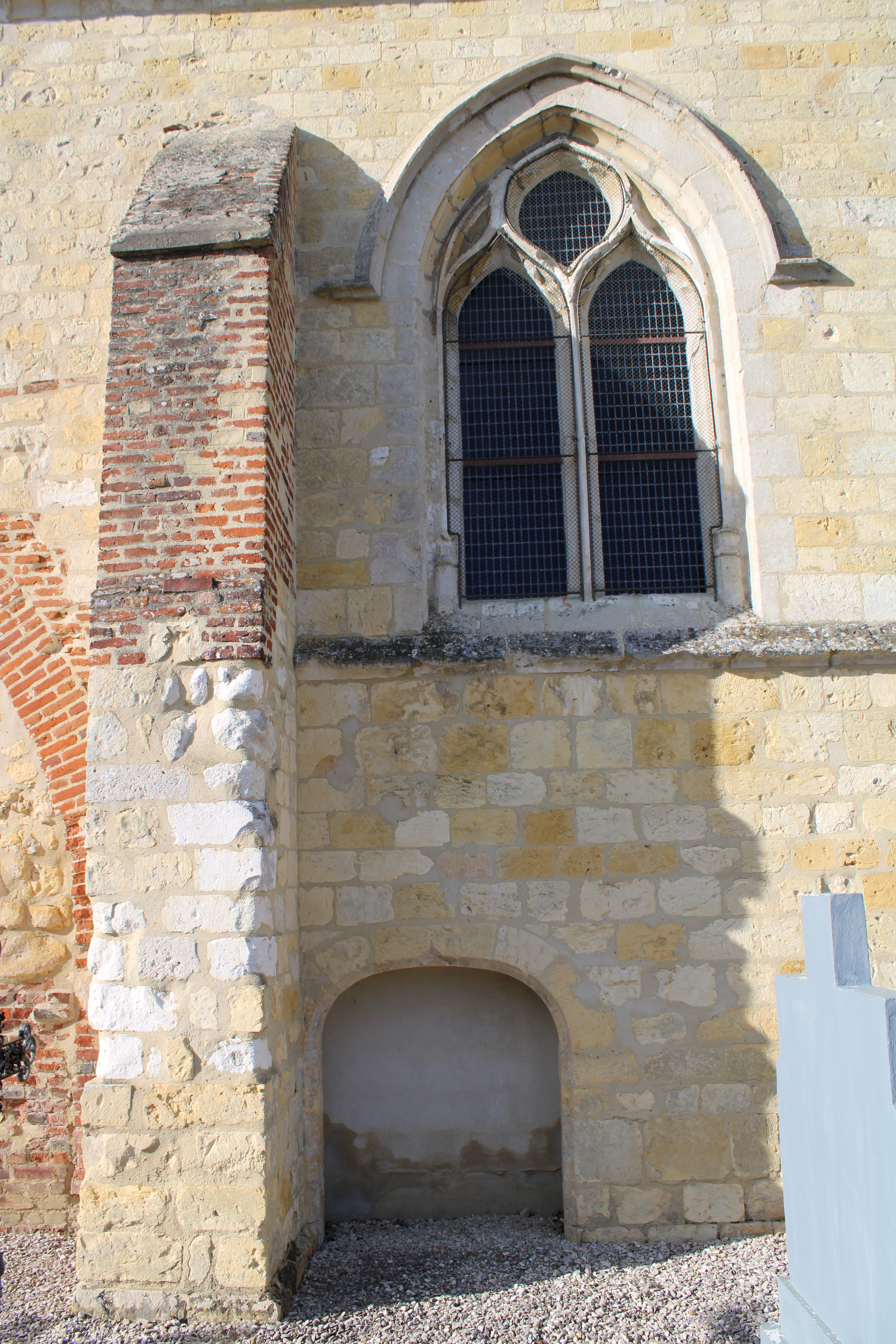
Contrefort, fenêtre gothique et porte basse murée.
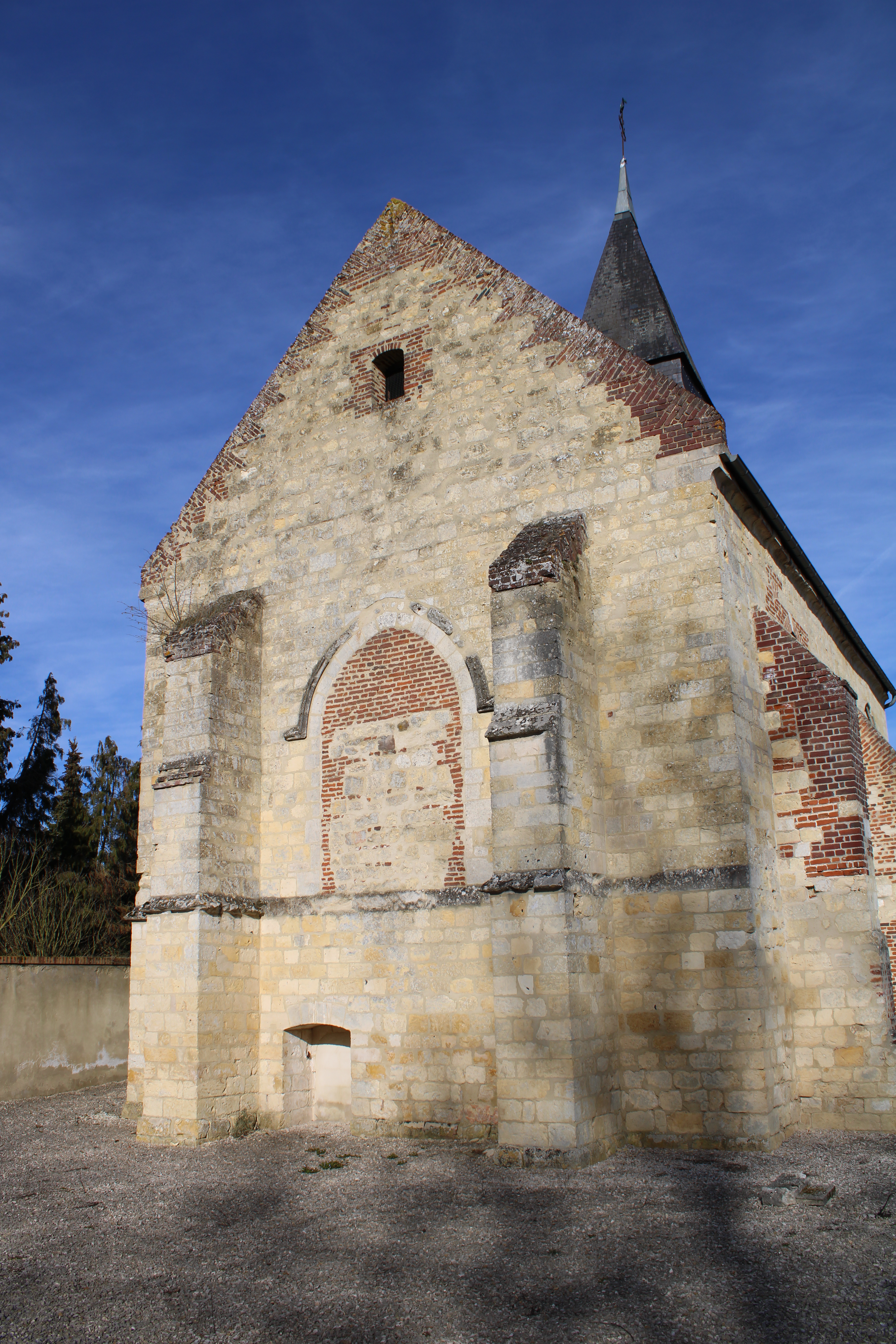